# George Will
George Frederick Will (Champaign, 4 de maio de 1941), é um jornalista, escritor e colunista estadunidense, vencedor do Prêmio Pulitzer, e mais conhecido por seus comentários conservadores.
Filho de um professor de filosofia da University of Illinois, formou-se pela University of Illinois at Urbana-Champaign. Foi editor da National Review de 1972 a 1978; passou a publicar uma coluna no Washington Post duas vezes por semana, que eram reproduzidas em jornais de todos os EUA. Em 1976 tornou-se editor-colaborador da Newsweek.
Suas colunas são reproduzidas em 450 jornais ligados ao sindicato que as distribui.